# L’Estréchure
L’Estréchure – miejscowość i gmina we Francji, w regionie Oksytania, w departamencie Gard.
Według danych na rok 1990 gminę zamieszkiwało 140 osób, a gęstość zaludnienia wynosiła 7 osób/km² (wśród 1545 gmin Langwedocji-Roussillon L’Estréchure plasuje się na 763. miejscu pod względem liczby ludności, natomiast pod względem powierzchni na miejscu 379.).
- Bienvenue à l'Estréchure. pagesperso-orange.fr. [zarchiwizowane z tego adresu (2008-03-18)].